# Hubert Sagnières
Hubert Sagnières, nacido el 10 de mayo de 1955 en Vienne (Francia), de nacionalidad francesa y canadiense, es presidente director general de la compañía Essilor desde enero de 2012.

## Biografía
Después de tres años en clases preparatorias en el liceo San Geneviève de Versalles, Hubert Sagnières accedió a la Escuela Central de Lille, de la que precisamente fue padrino en la promoción 2016, para especializarse en Ciencias Económicas. Además es máster MBA del Instituto Europeo de Estudios Administrativos (Insead).

### Comienzos profesionales
En 1980, Hubert Sagnières abandonó la Francia metropolitana para instalarse en Tahití, en la Polinesia Francesa. Trabajó para Plastiserd SARL, de la que llegó a ser director general. De 1986 a 1987, fue adjunto al director general para Europa de la sociedad Valois en París. En 1988, Hubert Sagnières fue seleccionado para el cargo de director general de Homespace.

### Essilor
Hubert Sagnières llegó a Essilor Internacional en 1989 como director de marketing en la división Vasos. En 1991, dejó Europa para incorporarse a Montreal (Canadá), donde fue nombrado presidente de Essilor Canadá y más tarde presidente de Essilor Laboratories of America, en 1997. En 1998, es presidente de Essilor of America. En 2006, fue nombrado director ejecutivo de las zonas América del Norte y Europa. En 2008, resulta director general delegado del grupo, y el 1 de junio de 2010 Hubert Sagnières fue designado director general de Essilor Internacional. El consejo de administración anuncia su nombramiento como director general el 24 de noviembre de 2011, plaza que ocupa desde el 2 de enero de 2012. Sucede así a Xavier Fontanet.
En 2013, Hubert Sagnières ha sido clasificado segundo "patrón el plus eficiente" del CAC 40 por la revista Challenges. En marzo de 2014, Hubert Sagnières expresó su inquietud por la falta de competitividad de Essilor en Francia. En 2012, Hubert Sagnières percibió 1,7 millones de euros por su trabajo de director general de Essilor.

## Mecenazgo
Hubert Sagnières es miembro del Consejo de administración de la Essilor Visión Foundation basada a Dallas (Texas), que ha fundado en 2007. Esta fundación tiene como objetivos la mejora de la calidad visual de los exámenes en las escuelas, así como dar cobertura a la salud de los niños desfavorecidos y sensibilizar a parientes y al gran público sobre la salud ocular.
Hubert Sagnières sostiene, a través de Essilor, el Observatorio de la Visión, creado en marzo de 2013. Este Observatorio tiene como objetivo recaudar en el mundo entero los datos y estudios, relativos al daño ocular y a sus consecuencias económicas y sociales. Hubert Sagnières contribuye así a las sinergias entre el Observatorio de la Visión, la Fundación Essilor y la empresa Essilor.